# Xã Oxford, Quận Hamlin, South Dakota
Xã Oxford (tiếng Anh: Oxford Township) là một xã thuộc quận Hamlin, tiểu bang Nam Dakota, Hoa Kỳ. Năm 2010, dân số của xã này là 332 người.